# Сичан (космодром)
Сичан (кит. упр. 西昌卫星发射中心, пиньинь Xīchāng Weìxīng Fāshè Zhōngxīn, англ. Xichang Satellite Launch Center, сокр. XSLC) — китайский космодром, Центр запуска спутников. Действует с 1984 года. Расположен в городском уезде Сичан, провинция Сычуань. Штаб-квартира космодрома находится практически в центре города Сичан.

## История
В 1967 году Мао Цзэдун принял решение начать разработку собственной пилотируемой космической программы. Первый китайский космический корабль «Шугуан-1» (проект 714) должен был отправить на орбиту двух космонавтов уже в 1973 году. Специально для него в провинции Сычуань, близ Сичана, было начато строительство космодрома. Местоположение стартовой площадки выбиралось по принципу максимальной удалённости от советской границы. После того как в 1972 году финансирование проекта было сокращено, а несколько ведущих учёных репрессированы в ходе культурной революции, проект 714 был закрыт. Строительство космодрома возобновилось спустя десятилетие, закончившись в 1984 году.

## Хронология истории космодрома
- 1984 январь Первый полёт из Сичана[2];
- 1984 апрель Второй запуск. Китайский спутник связи DFH-2 был выведен на ГПО, а затем перешёл на геостационарную орбиту;
- 1988 Космодром открыт для посещения иностранными специалистами;
- 1990 Первый коммерческий запуск CZ-3 с КА AsiaSat 1;
- 1996 февраль Первый полёт носителя CZ-3B со спутником Intelsat 708[англ.] привёл к аварии с человеческими жертвами. Близлежащая деревня была разрушена взрывом.
- 2016 ноябрь произведён 100-й запуск с космодрома[3]. Запущен четвёртый спутник связи Тяньлянь 1.

## Инфраструктура
К космодрому ведёт железнодорожная ветка, а также двухполосная шоссейная дорога от центра Сичан, здесь же находится и аэропорт, в который доставляется полезная нагрузка.
В китайском центре космических полётов Сичан действуют 5 систем:
- контрольно-пусковая;
- контрольно-измерительная;
- телекоммуникационная;
- система погодных наблюдений;
- система базового обеспечения.

На космодроме расположены два стартовых комплекса:
- Первый стартовый комплекс предназначен для запуска РН семейства CZ-3 и имеет одну пусковую установку. Сборка РН обычно проводится на стартовой площадке, но в связи с использованием этих РН для выведения на коммерческой основе полезной нагрузки зарубежных стран специально было построено здание для работы с высокотехнологичным оборудованием. В нём осуществляются сборка третьей ступени и стыковка её с космическими аппаратами. Предстартовая подготовка на данном стартовом комплексе длится около 20 дней;
- Второй стартовый комплекс, находящийся на расстоянии около 1 км, имеет две пусковые установки: одна предназначена для запусков РН CZ-2E тяжёлого класса, другая — РН CZ-3A, CZ-3B, CZ-3C, а также РН CZ-2E с различными третьими ступенями. Предстартовая подготовка на данном стартовом комплексе длится 11-12 недель.

Монтажно-испытательный корпус (МИК) расположен на территории технической зоны на расстоянии 2,2 км от пусковой установки. Имеющееся здесь оборудование позволяет осуществлять сборку трёх РН одновременно. Ступени РН после сборки и проверки вновь расстыковываются и доставляются на стартовую площадку.
На стартовом комплексе расположены:
- здание для обслуживания КА, примыкающее к зданию МИКа. В здании оборудовано «чистое» помещение размером 42×18 м и установлен кран грузоподъёмностью 15 т;
- здание для заправки топливом КА. Заправленные аппараты в этом здании будут помещаться в контейнер для доставки на стартовую позицию. В нём также предусмотрено «чистое» помещение;
  - здание площадью 123 м² для хранения и подготовки твердотопливных двигателей, в частности апогейных;
  - здание для рентгенодефектоскопии твердотопливных двигателей. В здании предусмотрены средства для охлаждения двигателей, что облегчает выявление дефектов;
  - жилые здания для обслуживающего персонала. Они расположены примерно в 2,5 км от стартовой площадки.

## Запуски
Космодром способен производить 10-12 запусков в год. Большая близость этого космодрома к экватору по сравнению с космодромом Цзюцюань даёт энергетический выигрыш при выведении КА на геостационарную орбиту.

## Интересные факты
В случае возникновения аварийной ситуации, требующей уничтожения РН, она будет подорвана с таким расчётом, чтобы обломки не упали в населённых районах.